# Instapkaart

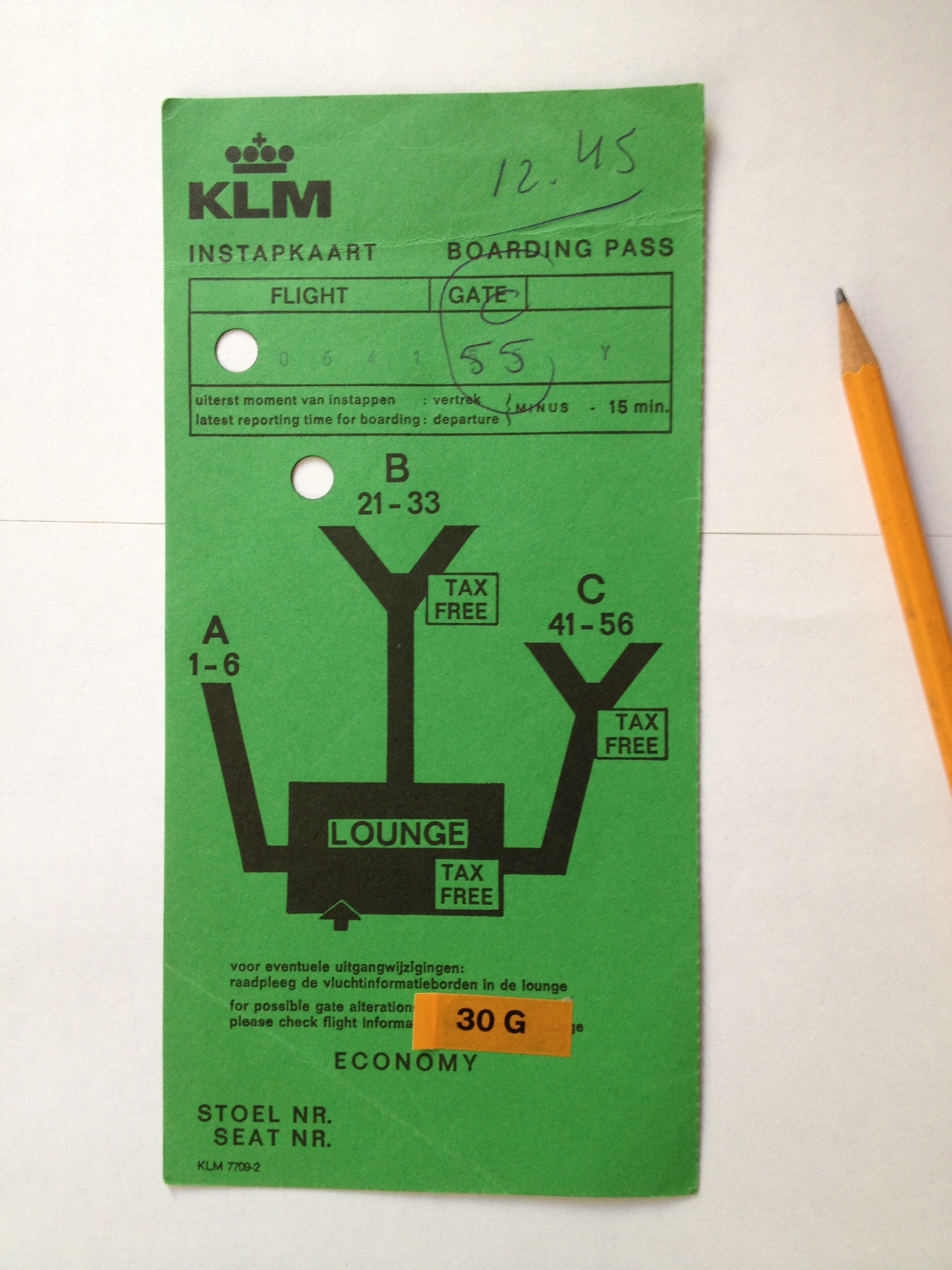
KLM-instapkaart in 1974. Instaptijd is geschreven als 12.45, het gatenummer is 55. Het stoelnummer is 30G. Het kaartje laat pier A, B en C zien met gatenummers.

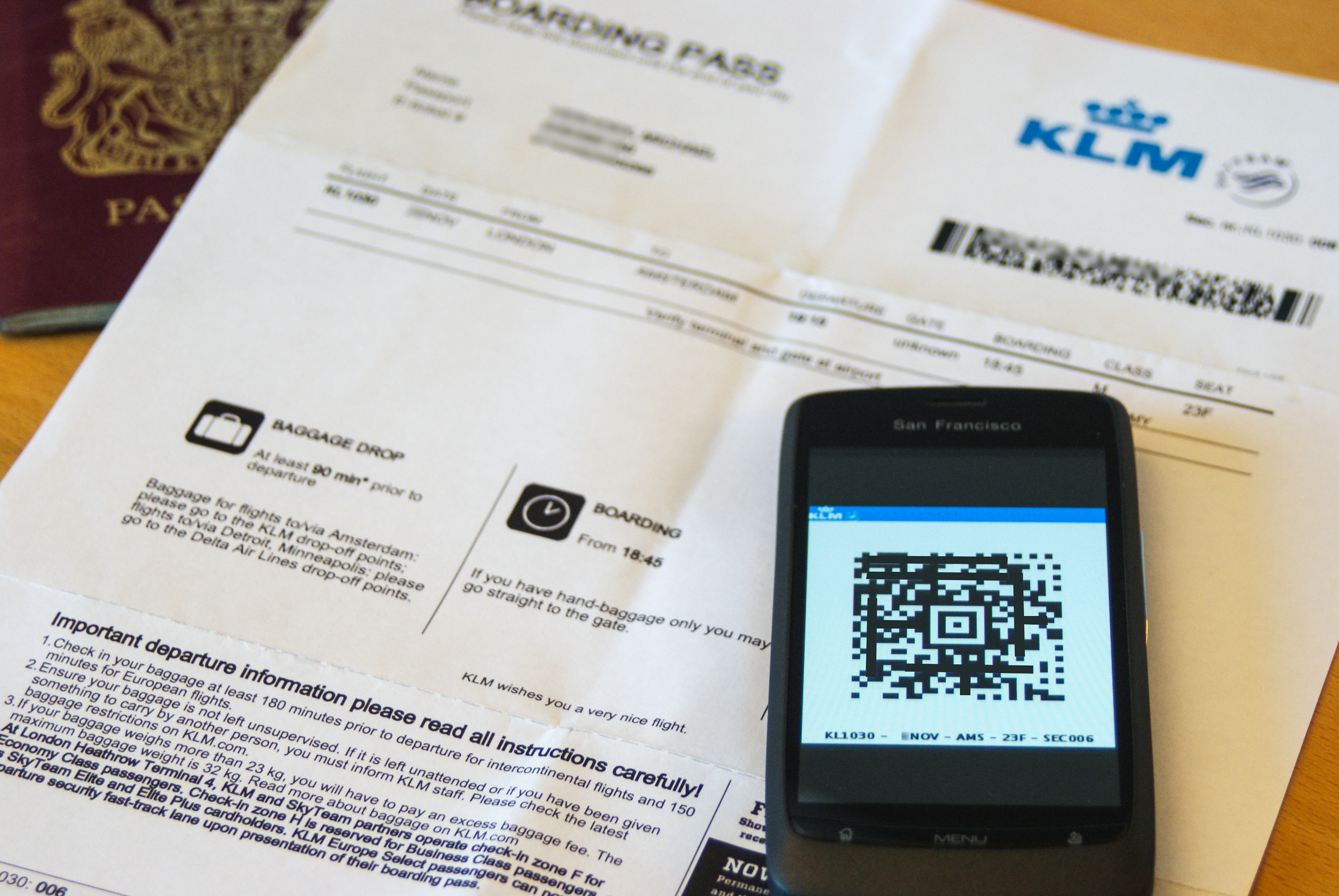
Modernere vormen van de instapkaart: een mobiele instapkaart op een smartphone en een zelfgeprinte instapkaart na online inchecken.

Een instapkaart, dikwijls aangeduid met de Engelse benaming boarding pass,  is een document uitgegeven door een luchtvaartmaatschappij dat een passagier toegang geeft tot een vliegtuig met recht op het gebruik van een stoel tijdens de vlucht. De passagier ontvangt zijn instapkaart bij het inchecken ("aanmelden") op het vliegveld, of print deze zelf uit bij online inchecken. 
Sinds 2008 is het mogelijk de instapkaart bij online inchecken op een mobiele telefoon te ontvangen, in de vorm van een QR-code die als een MMS naar de telefoon wordt verstuurd of in de vorm van een sms die een weblink naar de QR-code bevat.
De gebruikelijke informatie op een instapkaart is:
- identiteit van de passagier
- het vluchtnummer
- het nummer van de gate
- de datum en tijd waarop de vlucht vertrekt of waarop de passagier bij de gate aanwezig dient te zijn
- het nummer van de gereserveerde stoel

De instapkaart wordt getoond bij aankomst bij de gate. Hier wordt de kaart (meestal elektronisch) op echtheid gecontroleerd waarna de passagier met een deel van de kaart aan boord mag gaan.
Ook op cruiseschepen worden instapkaarten gebruikt. Hierop staat dan de datum en tijd waarop de reiziger in de haven moet zijn, de vertrektijd van het schip, het deknummer en het nummer van de hut waarin de reiziger zal slapen. Deze kaart dient bij aankomst in de haven te worden getoond voorafgaand aan het inschepen.

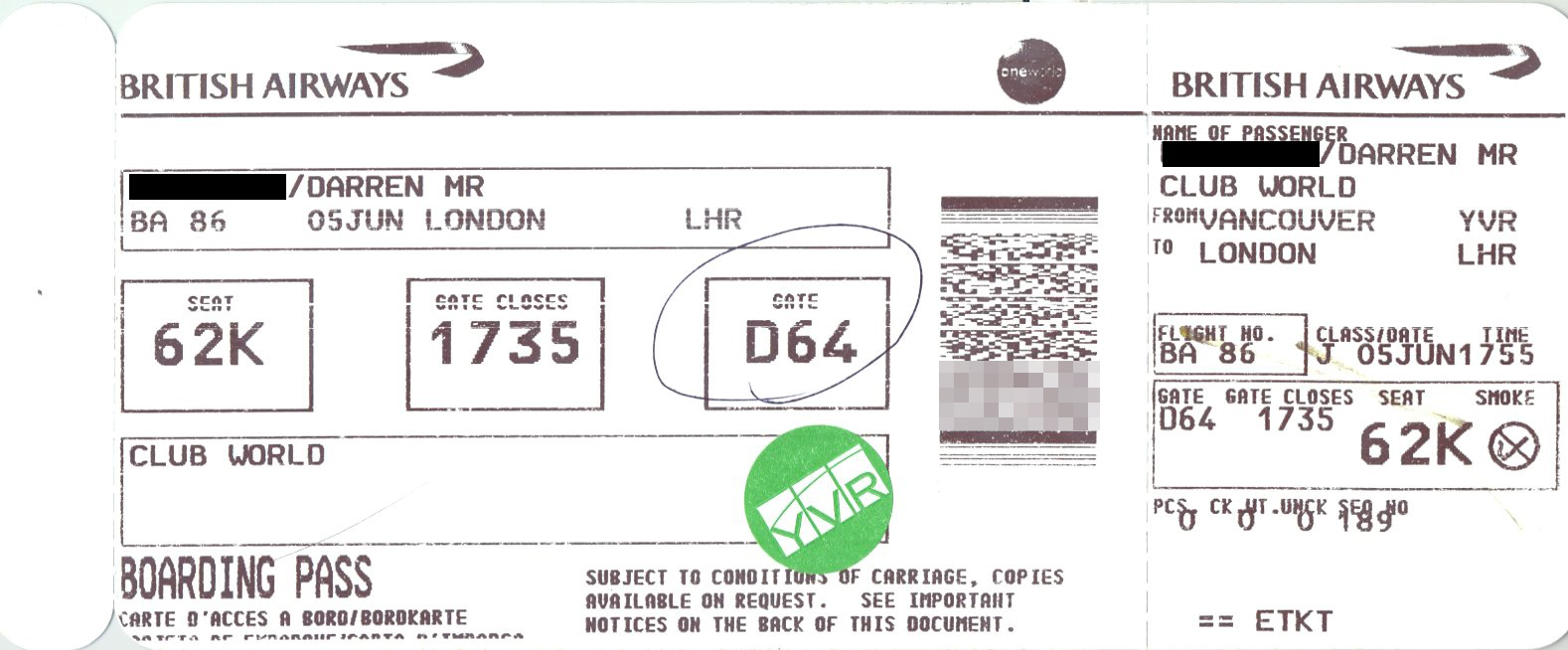
Op de instapkaart staat de toegewezen stoel  62K voor de passagier, de tijd dat de gate gesloten wordt 1735  en het gate nummer D64.